# Поликарп (Соснин)
Архимандрит Поликарп (в миру Павел Петрович Соснин; 1792, Ярославль — 1868, Ростов) — священнослужитель Русской православной церкви.
Сын ключаря Ярославского собора. Родился в 1792 году. В 1803—1813 годах учился в Ярославской духовной семинарии и по окончании её в сентябре 1813 года был назначен преподавателем русского языка в Ярославское духовное училище. С марта 1814 года — преподаватель информаторического класса, затем — греческого и славянского языков и арифметики. С ноября 1816 года по декабрь 1817 года — инспектор училища. Затем до 15 июля 1821 года был библиотекарем Ярославской духовной семинарии.
После рукоположения во священника служил сначала в храме села Ниольский погост в Ростовском уезде, а с 14 марта 1827 года — в Покровской церкви Ростова. Уже вдовым вновь стал преподавать в Ярославском училище и 30 марта 1830 года принял монашество с именем Поликарп. С октября 1830 года был смотрителем Борисоглебского училища.
В октябре 1832 года он был назначен инспектором Астраханской духовной семинарии. В октябре 1836 года, 19 октября, одновременно с возведением в сан архимандрита был назначен директором Владимирской духовной семинарии и получил в управление Свято-Троицкий Данилов монастырь.
С 14 марта 1847 года, одновременно с увольнением от должности ректора семинарии он был назначен настоятелем Спасо-Яковлевского ставропигиального монастыря в Ростове, которым управлял до конца 1867 года. Оставался в монастыре до своей смерти 19 ноября (1 декабря) 1868 года и был в нём погребён.